# Метајезик
Уопштено, било који метајезик је језик или симбол који се користи када језик и сам се расправља или испитује.У логици и лингвистици, а метајезик је језик који се користи да даје изјаве о изјавама у другом језику (предмет језику). Изрази у метајезику често се разликују од оних у језику објекта од употребе курзивом, под наводницима, или писаним путем на посебној линији.

## Типови метајезика
Постоји читав низ признатих метајезика, укључујући уграђене, наређене, и угнежђен  (или хијерархијски).

### Уграђен метајезик
Уграђени метајезик је формални језик, природни и чврсто фиксиранан у објекту језика. Ова идеја се налази у Douglas Hofstadter књизи, Gödel, Escher, Bach, у дискусији односа између формалних језика и теорије бројева: "...то је у природи сваке формализације теорије бројева да је метајезик уграђен у њега." Јавља се у природним или неформалним, језицима, као добро као што је на енглеском, где речи као што су именице, глаголи, или чак реч описне карактеристике и концепте који се односе на саму на енглеском језику.

### Наређен метајезик
Наређен метајезик је аналоган за наређену логику. Пример наређеног метајезика је изградња једног метајезика да разговарају о језичком објекту, затим стварање другог метајезика да разговарају о првом, итд

### Уметнут метајезик
Уметнут (или хијерархијски) метајезик је језик сличан уређеном метајезику у томе да сваки ниво представља већи степен апстракције. Међутим, угнежђени метајезик разликује се од оног наређеног да сваки ниво укључује једну испод.Парадигматски пример угнежђеног метајезика долази од линеовског таксономског система у биологији. Сваки ниво у систему садржи ону испод ње. Језик који се користи како би разговарали о роду се такође  користи како би разговарали о врсти; један се користи како би разговарали о налогу и такође се користи како би разговарали о роду, итд, до краљевства.

## Метајезик у природном језику
Природни језик комбинује уметнут и наређен метајезик. У природном језику постоји бесконачни регрес метајезика, сваки са више специјализованих речника и једноставнијих синтакси.дређивање језика, као сада L0, граматика језика је дискурс у метајезику L1, што је субјезик уметнутог у L0. Граматика  L1, која има облик чињеничног описа, је дискурс у метаметајезику L2, који је такође субјезик од L0. Граматика  L2, која има облик теорије описује синтаксичку структуру тих чињеничних описа, наведено је у метаметаметајезику L3, што такође представља субјезик од L0. Граматика L3 има облик метатеорије која описује синтаксичку структуру теорија наведених у L2. L4 и успешни метајезик има исту граматику као L3, разликују само у односу. Од свих ових метајезик је субјезик L0, L1 је уметнут метајезик, али L2 је наређен метајезик. Пошто су сви ови метајезици субјезици за L0 они су сви уграђени језици у вези са језиком у целини.
Метајезици формалних система све реше на крају у природном језику, "заједнички начин говора" у којој математичари и логичари разговарају да дефинишу своје услове и операције и 'прочитају' своје формуле.

## Типови израза у метајезику
Постоји неколико лица обично изражених у метајезику. У логици обично предмет језика који метајезик разматра је формални језик, а веома често метајезик као добро. 

### Дедуктивни системи
Дедуктивни систем (или, дедуктивни апарат формалног система) се састоји од аксиома (или акиом шеме) и правила закључивања који се могу користити за извођење теореме система.

### Мета-променљиве
Мета променљива (или, металингвистичка променљива) је симбол или сет симбола у метајезику који се залаже за симбол или сет симбола у неком објекту језика. На пример, у реченици:
Нека су А и Б произвољне формуле формалног језика {\displaystyle {\mathcal {L}}}.
Симболи А и Б нису симболи објекта језика {\displaystyle {\mathcal {L}}}, они су мета променљиве у метајезику (у овом случају, енглески) који разматрају објекат језика {\displaystyle {\mathcal {L}}}.

### Мета-теорије и мета-теореме
Метатеорија је теорија чији је предмет нека друга теорија (теорија о теорији). Изјаве у метатеорији о теорији се називају мета-теореме.Мета-теорема је истинита тврдња о формалном систему израженом у метајезику. За разлику од теорема показаних у оквиру датог формалног система, мета-теорема доказана је у оквиру метатеорије, и могу упутити концепте који су присутни у метатеорији, али не и теорије објеката.

### Тумачења
Тумачење је задатак значења симбола и речи једног језика.

## Улога у метафори
Michael J. Reddy (1979) је открио и доказао да много језика које користимо да разговарамо о језику су конципирани и организовани у оно што он назива проводник метафора. Ова парадигма послује преко два различита, у вези оквира.
Главни оквир гледа језик као затворен гасовод између људи:
1. Језик преноси мисли и осећања (Ментални садржај) других људи
```
  
нпр:
 Покушајте да добијете своје мисли кроз боље.
```

2. Слушаоци и писци убацују њихове менталне садржаје у речи
```
  
нпр:
 Морате пажљивије ставити сваки концепт у речи.
```

3. Речи су контејнери
```
  
нпр:
 Та реченица је била препуна емоција.
```

4. Слушаоци и писци извлаче ментални садржај из речи
```
  
нпр:
 Јавите ми ако нађете неке нове сензације у песми.
```

Мањи оквир гледа  језик као отворену цев и просипа ментални садржај у празнину:
1. Слушаоци и писци одбацују ментални садржај у спољни простор
```
  
нпр:
 Дајте оне идеје где могу да учине нешто добро.
```

2. Ментални садржај постварене (посматра као бетон) у овом простору
```
  
нпр:
 Тај концепт плута већ деценијама.
```

3. Слушаоци и писци извлаче ментални садржај из овог простора
```
  
нпр:
 Јавите ми ако нађете неке добре концепте у есеју.
```

## Metaprogramming
Компјутери прате програме, комплетна упутства у формалном језику. Развој програмског језика подразумева употребу метајезика. Чин рада са метајезицима у програмирању је познат као метапрограмирање. Бакус–Наурова форма, развијена у 1960 од стране Јохн Бакуса и Петер Наура, је један од најранијих метајезика који се користи у рачунарству. Примери данашњих програмских језика који се уобичајено налазе у примени у метапрограмирању укључују Lisp, m4, и Yacc.